# AG Flek
AG Flek je folkrocková zlínská hudební skupina, založená v roce 1977.

## Historie
Skupina se prosadila v letech 1978 až 1981 na festivalu Porta. Za svoji pozdější folkrockovou tvář vděčila Vlastovi Redlovi. V 90. letech kapela spolupracovala s Hradišťanem, což vyústilo v album AG Flek a Hradišťan. Následně skupina utlumila svoji činnost.
V roce 1996 se AG Flek vrátil v mírně rozšířené původní sestavě ke svým kořenům. V tomto složení působil do roku 2001, kdy opět svoji činnost omezil. Roku 2007 se opět, v mírně rozšířené původní sestavě, spojil a v rámci oslav 30. výročí založení obnovil koncertní činnost.

## Členové
- Ivo Viktorin (zpěv, kytara, klávesové nástroje) – nar. 15. 6. 1955, Gottwaldov
- Karel Markytán (kytara, foukací harmonika) – nar. 17. 8. 1954, Gottwaldov
- Josef Šobáň (baskytara) – nar. 30. 4. 1955, Uherské Hradiště
- Blanka Táborská (zpěv) – nar. 3. 9. 1955, Gottwaldov
- Petr Hoffman (kytary)
- Petr Ptáček (bicí)

Alternující členové (od července 2018):                                                                
- Adam Sikora (bicí)
- Petra Šanclová (zpěv), alternuje za Blanku Táborskou

(zakládající členové zvýrazněni tučně)

## Bývalí členové
- Zdeněk Hromádka (bicí)
- Petr Kovařík (klávesy, kytara)
- Richard Kroczek ml. (bicí)
- Milan Nytra (klávesy, zpěv)
- Radek Pastrňák (kytara, zpěv)
- Vlasta Redl (elektrické a akustické kytary, klávesy, zpěv)
- Petra Škubala (baskytara)
- Marek Šlapanský (bicí)
- Jan Valendin (bicí)
- Josef Vojtášek (baskytara)
- Bronislav Šobáň (bicí)
- David Velčovský (bicí)
- Michael Vašíček (kytary,mandolína,zpěv)

## Diskografie

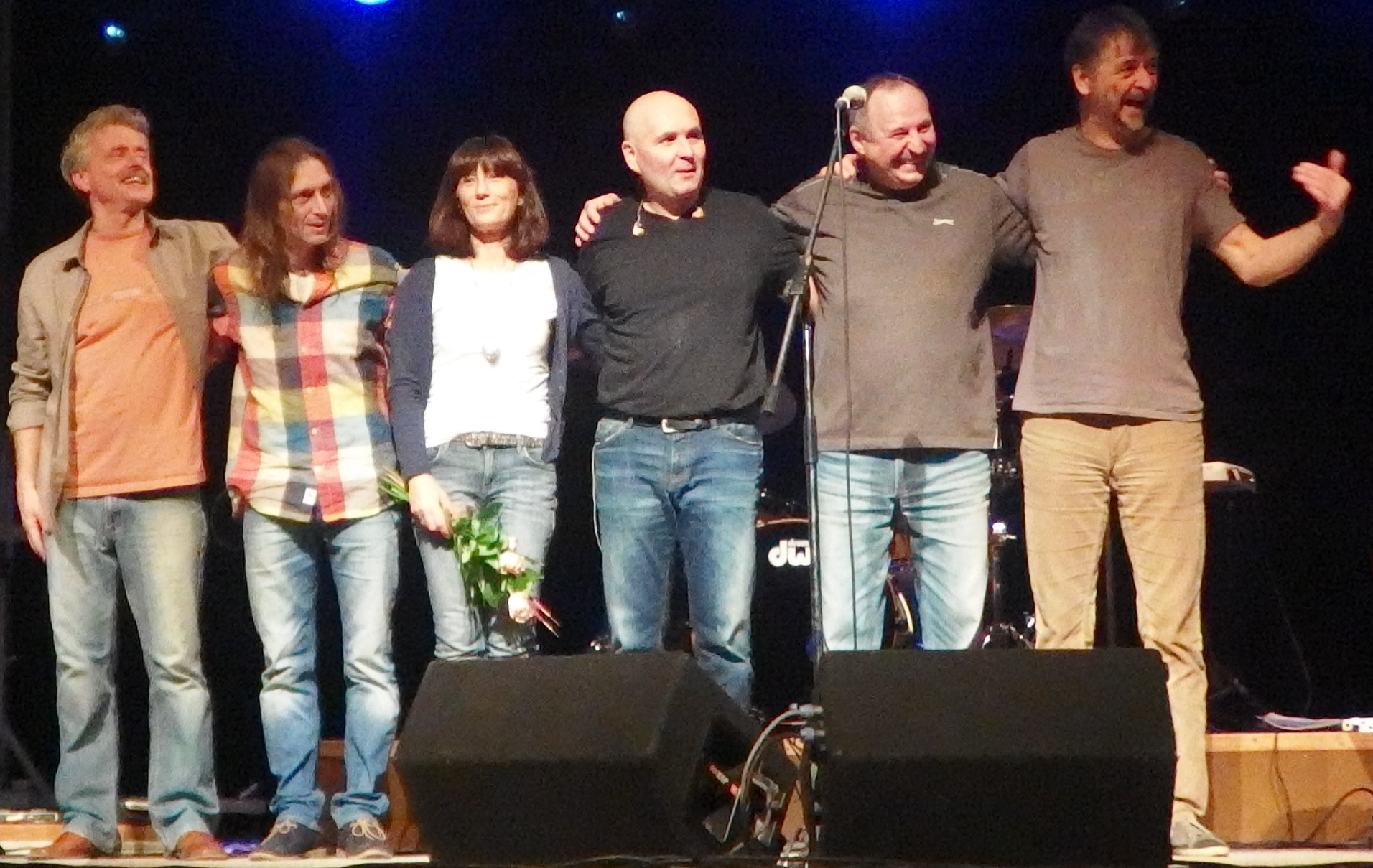
Členové AG Fleku, 2015 (zleva): Karel Markytán, Michael Vašíček, Blanka Táborská, David Velčovský, Josef Šobáň, Ivo Viktorin

### Alba
- 1983 – Blázni umírají nadvakrát
- 1989 – Dohrála hudba
- 1991 – Tramtárie
- 1994 – AG Flek a Hradišťan
- 1999 – Waltz
- 2012 – Koncert
- 2018 – Podnohama Zem

### DVD
- 2009 – Koncert